# Philodryas baroni
Espèce
Synonymes
- Rhinodryas königi Werner, 1903
- Philodryas baroni var. fusco-flavescens Serié, 1915

Philodryas baroni  est une espèce de serpents de la famille des Dipsadidae. La couleuvre verte à long nez est arboricole et habitent des savanes, des forêts tropicales et subtropicales, peu venimeuse et très active pendant la journée. On en trouve en Amérique du Sud. La région du Gran Chaco en Argentine, une plaine semi-aride et peu peuplée, a été signalée comme le centre de leur aire de répartition.

## Répartition
Cette espèce se rencontre :
- en Argentine dans les provinces de Santa Fe, du Chaco, de Tucumán, de Córdoba, de Catamarca, de Salta et de Santiago del Estero ;
- en Bolivie ;
- au Paraguay.

## Description

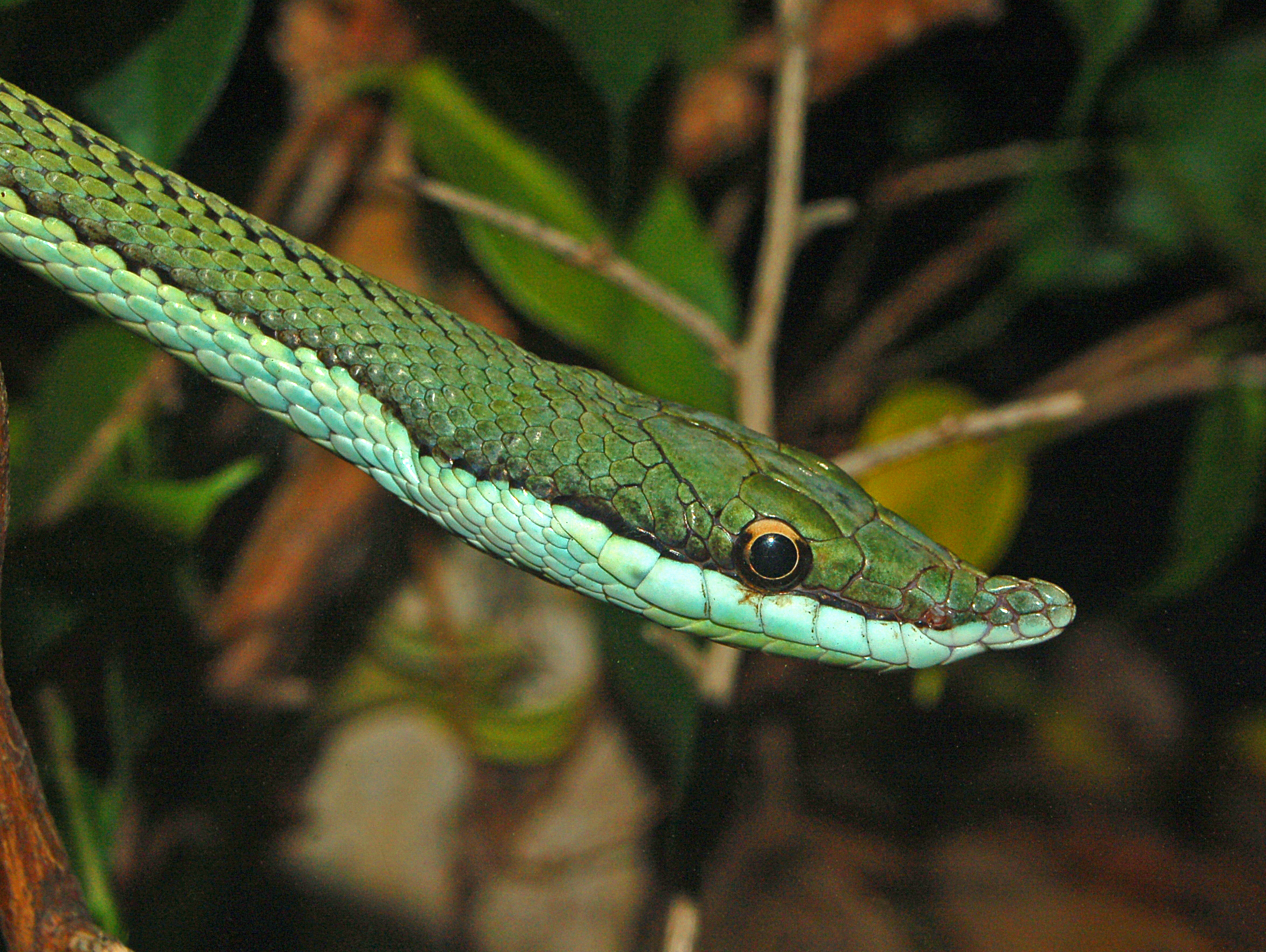
Tête d'une couleuvre verte à long nez (Philodryas baroni)

Dans sa description Berg indique que le plus grand spécimen en sa possession, une femelle, mesure 143 cm dont 41 cm pour la queue. Il s'agit d'un serpent de taille moyenne de 2 mètres  de long, ce qui en fait la plus longue espèce du genre Phylodryas. Ils ont un corps élancé, une tête étroite et une queue relativement longue. Le vert est la coloration la plus répandue, mais on peut également en trouver des variétés bleues et brunes. Une variété brune habite le nord de l'Argentine et est connue sous le nom de Philodryas baroni var. fuscoflavescens. Leurs yeux mesurent moins du tiers du museau et ont une pupille ronde. Le museau se présente souvent à un point saillant constitué d’écailles rostrales étendues qui sont plus développées chez les mâles que chez les femelles, mais existent chez les deux sexes. Il y a 21 ou 23 rangées d'écailles lisses, à une seule couche. Certains spécimens présentent deux lignes noires longitudinales qui traversent les yeux latéralement et s'étendent du rostre au tiers antérieur du corps. La lèvre supérieure est blanche et la surface ventrale est souvent d'un blanc verdâtre. Les coureurs verts de Baron sont opisthoglyphes, avec leurs crocs situés à l'arrière de la bouche.

## Étymologie
Cette espèce est nommée en l'honneur de Manuel Barón Morlat qui a collecté les premiers spécimens.

## Publication originale
- Berg, 1895 : Dos reptiles neuvos descritos. Anales del Museo Nacional de Buenos Aires, no 2, vol. 1, p. 189-194 (texte intégral).